# Stephanos II Ghattas
Stephanos II Ghattas, född Andraos Ghattas 16 januari 1920 i Sheikh Zein-el-Dine, Egypten, död 20 januari 2009 i Kairo, var en egyptisk koptisk-katolsk patriark emeritus av Alexandria samt kardinal.

## Biografi
Stephanos II Ghattas studerade filosofi och teologi vid Pontifical Athenaeum "de Propaganda Fide", och prästvigdes 25 mars 1944. Därefter undervisade han i filosofi och kristen dogmatik vid Tahta-seminariet, och hade även en tjänst i Libanon som ekonom. 8 maj 1967 valdes han av Koptisk-katolska synoden till biskop av Luxor, och tillträdde 9 juni samma år. 24 februari 1984 fick han bistå den sjuklige Pariark Stéphanos I Sidarous (1904-1987) som apostolisk administratör, och när denne avgick blev han enhälligt vald till efterträdare som patriark 9 juni 1986. Han antog då namnet Stephanos för att hedra sin föregångare och som ett tecken på kontinuitet.
27 mars 2006 drog sig Stephanus II Ghattas tillbaka, och Antonios Naguib blev patriark 30 mars 2006. 